# Saint-Martin-d’Heuille
Saint-Martin-d’Heuille – miejscowość i gmina we Francji, w regionie Burgundia-Franche-Comté, w departamencie Nièvre.
Według danych na rok 1990 gminę zamieszkiwało 515 osób, a gęstość zaludnienia wynosiła 39 osób/km² (wśród 2044 gmin Burgundii Saint-Martin-d’Heuille plasuje się na 447. miejscu pod względem liczby ludności, natomiast pod względem powierzchni na miejscu 737.).